# علم أوترخت
علم أوترخت هو علم مقاطعة أوترخت في هولندا. ينقسم هذا العلم أفقياً إلى قسمين متساويين القسم العلوي باللون الأبيض والقسم السفلي باللون الأحمر، يوجد على الزاوية اليسرى العلوية مربع أحمر يتموضع في منتصفه صليب أبيض. استخدم هذا العلم منذ سنة 1952.